# NGC 7025
NGC 7025 هي مجرة حلزونية تبعد حوالي 210 مليون سنة ضوئية من الأرض تقع في كوكبة الدلفين (كوكبة). تصنف أيضا كمجرة لينر يبلغ قطرها تقريبا 161 سنة ضوئية. تم اكتشافه من قبل عالم الفلك ألبرت مارث في 17 سبتمبر 1863.

## وصلات خارجية
- NGC 7025 على موقع ويكي سكاي: DSS2, SDSS, GALEX, IRAS, Hydrogen α, X-Ray, Astrophoto, Sky Map, Articles and images